# Румой (округ)
О́круг Румо́й (яп. 留萌振興局, るもいしんこうきょく,  МФА: [ɾumoi̯ ɕinkoːkʲoku̥]) — округ префектури Хоккайдо в Японії. Центральне місто округу — Асахікава. 
Заснований 1 квітня 2010 року шляхом реорганізації О́бласті Румо́й (яп. 留萌支庁, るもいしちょう, МФА: [ɾumoi̯ ɕi̥t͡ɕoː]). Остання була заснована 1897 року.

## Адміністративний поділ
- Румой
- Повіт Масіке: Масіке
- Повіт Румой: Обіра
- Повіт Тесіо: Енбецу - Тесіо - Хоронобе
- Повіт Томамае: Сьосамбецу - Томамае - Хаборо

## Найбільші міста
Міста з населенням понад 5 тисяч осіб:
| № | Місто  | Населення, осіб (2009) |
| - | ------ | ---------------------- |
| 1 | Румой  | 25714                  |
| 2 | Хаборо | 8408                   |